# Farsetia cornus-africani
Farsetia cornus-africani är en korsblommig växtart som beskrevs av Bengt Edvard Jonsell. Farsetia cornus-africani ingår i släktet Farsetia och familjen korsblommiga växter. Inga underarter finns listade i Catalogue of Life.